# 24 ur Le Mansa 1933
24 ur Le Mansa 1933 je bila enajsta vzdržljivostna dirka 24 ur Le Mansa. Potekala je 17. in 18. junija 1933.

## Rezultati

### Uvrščeni
| Poz | Razred | Št | Moštvo                           | Dirkači                             | Šasija                     | Motor                           | Krogi |
| --- | ------ | -- | -------------------------------- | ----------------------------------- | -------------------------- | ------------------------------- | ----- |
| 1   | 3.0    | 11 | Soc. Anon. Alfa Romeo            | Raymond Sommer Tazio Nuvolari       | Alfa Romeo 8C 2300MM       | Alfa Romeo 2.3L Supercharged I8 | 233   |
| 2   | 3.0    | 8  | Soc. Anon. Alfa Romeo            | Luigi Chinetti Philippe de Gunsburg | Alfa Romeo 8C 2300         | Alfa Romeo 2.3L Supercharged I8 | 233   |
| 3   | 3.0    | 12 | Arthur W. Fox                    | Brian E. Lewis Tim Rose-Richards    | Alfa Romeo 8C 2300         | Alfa Romeo 2.3L Supercharged I8 | 225   |
| 4   | 1.1    | 30 | Riley                            | Alex van der Becke Kenneth Peacock  | Riley Nine Brooklands      | Riley 1.1L I4                   | 191   |
| 5   | 1.5    | 25 | Aston Martin Ltd.                | Pat Driscoll Clifton Penn-Hughes    | Aston Martin 1½ Le Mans    | Aston Martin 1.5L I4            | 188   |
| 6   | 750    | 41 | John Ludovic Ford                | John Ludovic Ford Maurice Baumer    | MG J4C Midget              | MG 0.7L Supercharged I4         | 176   |
| 7   | 1.5    | 24 | Aston Martin Ltd.                | A.C. Bertelli Sammy Davis           | Aston Martin 1½ Le Mans    | Aston Martin 1.5L I4            | 174   |
| 8   | 2.0    | 21 | André Rousseau                   | André Rousseau Francois Paco        | Alfa Romeo 6C 1750GS Coupe | Alfa Romeo 1.7L Supercharged I6 | 167   |
| 9   | 1.1    | 35 | Tracta                           | Félix Quinault Pierre Padrault      | Tracta                     | Tracta 1.0L I4                  | 161   |
| 10  | 1.1    | 28 | Just-Emile Vernet Fernand Vallon | Just-Emile Vernet Fernand Vallon    | Salmson GS                 | Salmson 1.1L I4                 | 159   |
| 11  | 1.1    | 32 | Alin Fréres                      | Adrien Alin Albert Alin             | B.N.C.                     | B.N.C. 1.1L I4                  | 151   |
| 12  | 1.1    | 34 | Henri de Gavardie                | Jean de Gavardie Henri de Gavardie  | Amilcar C6                 | Amilcar 1.1L I4                 | 148   |
| 13  | 1.1    | 37 | Singer                           | Frank Stanley Barnes Alf Langley    | Singer Nine Sports         | Singer 1.0L I4                  | 140   |

### Diskvalificirani
| Poz | Razred | Št | Moštvo                 | Dirkači                                | Šasija              | Motor                           | Krogi |
| --- | ------ | -- | ---------------------- | -------------------------------------- | ------------------- | ------------------------------- | ----- |
| 14  | 8.0    | 2  | Princ Nikolaj Romunski | Princ Nikolaj Romunski Joseph Cattaneo | Duesenberg Model SJ | Duesenberg 6.9L Supercharged I8 | ?     |

### Neuvrščeni
| Poz | Razred | Št | Moštvo                         | Dirkači                      | Šasija                | Motor            | Krogi |
| --- | ------ | -- | ------------------------------ | ---------------------------- | --------------------- | ---------------- | ----- |
| 15  | 2.0    | 19 | Société des Autombiles Charley | Gaston Mottet André Marandet | S.A.R.A. SP7 Spéciale | S.A.R.A. 1.8L I4 | ?     |

### Odstopi
| Poz | Razred | Št | Moštvo                 | Dirkači                                  | Šasija                       | Motor                           | Krogi |
| --- | ------ | -- | ---------------------- | ---------------------------------------- | ---------------------------- | ------------------------------- | ----- |
| 16  | 3.0    | 15 | Capt. G.E.T. Eyston    | Louis Chiron Franco Cortese              | Alfa Romeo 8C 2300MM         | Alfa Romeo 2.3L Supercharged I8 | 177   |
| 17  | 750    | 38 | Norman Black           | Norman Black Ron Gibson                  | MG J4 Midget                 | MG 0.7L Supercharged I4         | 125   |
| 18  | 2.0    | 20 | Mme. Odette Siko       | Odette Siko Louis Charavel               | Alfa Romeo 6C 1750           | Alfa Romeo 1.9L Supercharged I6 | 120   |
| 19  | 5.0    | 3  | Guy Bouriat            | Marie Desprez Pierre Brussienne          | Bugatti Type 50S             | Bugatti 5.0L Supercharged I8    | 119   |
| 20  | 5.0    | 6  | Roger Labric           | Roger Labric Guy Daniel                  | La Lorraine B3-6             | La Lorraine 3.4L I6             | 105   |
| 21  | 1.5    | 26 | Aston Martin Ltd.      | Mortimer Morris-Goodall Elsie Wisdom     | Aston Martin 1½ Le Mans      | Aston Martin 1.5L I4            | 84    |
| 22  | 750    | 42 | H.Bridgman Metchim     | H. Bridgman Metchim C.H. Masters         | Austin 7                     | Austin Motor Company 0.7L I4    | 78    |
| 23  | 3.0    | 10 | Mme. Heldé             | Guy Moll Guy Cloitre                     | Alfa Romeo 8C 2300           | Alfa Romeo 2.3L Supercharged I8 | 77    |
| 24  | 1.5    | 23 | Stanislas Czaykowski   | Stanislas Czaykowski Jean Gaupillat      | Bugatti Type 51A             | Bugatti 1.5L Supercharged I8    | 52    |
| 25  | 1.5    | 27 | Salmson                | Charles Duruy Jean Danne                 | Rally NCP                    | Rally 1.3L Supercharged I4      | 39    |
| 26  | 5.0    | 5  | Louis Gas Jean Trévoux | Louis Gas Jean Trévoux                   | Bentley Blower C             | Bentley 4.4L Supercharged I6    | 25    |
| 27  | 1.1    | 31 | Jean Sébilleau         | Jean Sébilleau Georges Delaroche         | Riley Nine Brooklands        | Riley 1.1L I4                   | 20    |
| 28  | 1.1    | 36 | Charles Auguste Martin | Charles Auguste Martin Auguste Bodoignet | Amilcar CG "Spéciale Martin" | Amilcar 1.0L I4                 | 13    |
| 29  | 1.1    | 33 | Lucien Buquet          | Lucien Buquet Bernard Clouet             | Amilcar C6                   | Amilcar 1.1L I4                 | 13    |

### Statistika
- Najhitrejši krog - #11 Soc. Anon. Alfa Romeo - 5:31.4
- Razdalja - 3144.038km
- Povprečna hitrost - 131.001km/h

### Dobitniki nagrad
- 9th Biennial Cup - #11 Soc. Anon. Alfa Romeo
- Index of Performance - #30 Riley